# Gmina Slagelse
Gmina Slagelse (duń. Slagelse Kommune) – gmina w Danii w regionie Zelandia.
Gmina powstała 1 stycznia 2007 roku na mocy reformy administracyjnej z połączenia gmin Hashøj, Korsør, Skælskør i starej gminy Slagelse.
Siedzibą gminy jest miasto Slagelse.

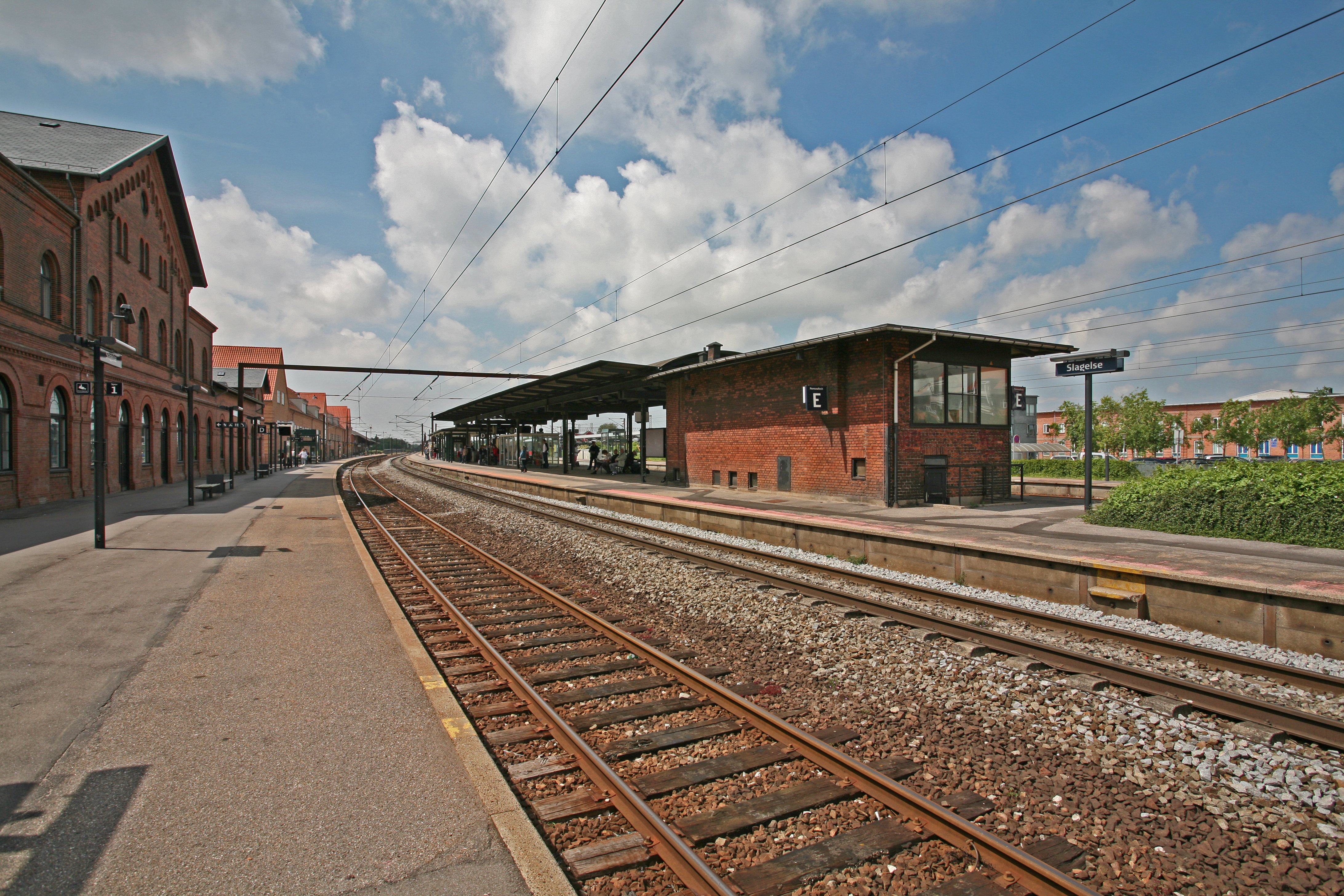
Slagelse (stacja kolejowa)